# Dionysíou
Dionysíou (Dionysiou) är en ort i Grekland.   Den ligger i prefekturen Chalkidike och regionen Mellersta Makedonien, i den nordöstra delen av landet, 260 km norr om huvudstaden Aten. Dionysíou ligger 34 meter över havet och antalet invånare är 499.
Terrängen runt Dionysíou är lite kuperad. Havet är nära Dionysíou åt sydväst. Närmaste större samhälle är Néa Moudhaniá, 3,5 km söder om Dionysíou. Trakten runt Dionysíou består till största delen av jordbruksmark.